# Chrysopaa sternosignata
Chrysopaa sternosignata es una especie de anfibio anuro de la familia Dicroglossidae, es la única especie de género Chrysopaa. Se distribuye por el este-sudeste de Afganistán, noroeste de Pakistán y en la zona adyacente de la India.